# Rivière Manitou (Minganie)
Pour les articles homonymes, voir Manitou et Rivière Manitou.
La rivière Manitou est une rivière coulant dans le territoire non organisé de Lac-Jérôme et dans la municipalité de Rivière-au-Tonnerre, dans la municipalité régionale de comté (MRC) de la Minganie, dans la région administrative de la Côte-Nord, dans la province de Québec, au Canada.
Cette rivière traverse une nature sauvage en grande partie intacte et possède des chutes spectaculaires près de son embouchure. Bien qu'il existe un potentiel hydroélectrique, les projets de ce type de développement de la rivière ont rencontré une résistance populaire; en contrepartie, il a été proposé de protéger la rivière avec la création d'un parc national ou d'une réserve indienne.

## Toponymie
Le toponyme « rivière Manitou » est basé sur la croyance parmi plusieurs peuples indigènes que le manitou est le grand esprit représentant les pouvoirs de la vie et que le manitou est dans la cascade.
L'expression «Tché-Manitou» signifie «bon esprit» tandis que «Matchi-Manitou» signifie «mauvais esprit» ou «diable». Manitou est la forme française du mot, tandis que les Anglais utilisaient les formes «manitto», «manetto» ou «manitoa». Le nom est commun partout au Québec, sauf dans la région au sud du Saint-Laurent, et se retrouve même dans les territoires inuit sous la forme hybride «Manitounuk».
Le toponyme « rivière Manitou » a été officialisé le 5 décembre 1968.

## Géologie et géomorphologie
Archambault (2002) rapporte que de nombreux auteurs s’entendent pour décrire dans les grandes lignes bandes d'orientation nord-ouest qui caractérisent la géologie, la géomorphologie et le relief du bassin versant. Les quatre zones sont la plaine côtière, le piémont, les contreforts et le plateau laurentien. 
La rivière Manitou prend naissance dans une zone de 300 km2 au nord du lac à l'Aigle. Ce secteur du plateau laurentien présente un paysage relativement uniforme, formé de petits lacs reliés par un grand nombre de petits ruisseaux. L'altitude y varie de 570 à 660 m.
Une zone de plateau au relief accidenté, le contrefort, s'étend sur 2 000 km2, soit 75 % du bassin versant. Son centre est occupé par le lac Manitou, un lac allongé qui est fortement encaissé entre deux formations. Alors que le relief à l'est est surbaissé, avec deux ou trois massifs dépassant les 600 m, celui de l'ouest s'élève à au moins 700 m; on y trouve le point culminant de la région. Le mont Manitou est une intrusion d'anorthosite noirâtre qui culmine à 998 m.
Le piedmont occupe une superficie de 300 km2, sur une profondeur d'une vingtaine de kilomètres. Dans cette section du bassin, le relief est plus affirmé; l'altitude varie de 150  à   300 m, avec certaines collines qui dépassent 450 m4 km. 
D'une superficie 20 km2, la plaine côtière est le secteur du bassin le plus facilement accessible du public. Elle surplombe le golfe d'une cinquantaine de mètres et s'étend sur 4 km. 
À l'embouchure de la rivière, la façade maritime est constituée d'une côte à tombolos. Cette façade contraste avec le reste du paysage littoral, qui est constitué d'une falaise morte à l'ouest et d'une côte rocheuse, mais sans falaise, à l'est. L'embouchure de la Rivière Manitou présente une longue flèche sableuse, dont les sédiments fins contribuent à la mise en place de tombolos.

## Hydrographie
D'une superficie de 2 660 km2, le bassin versant de la rivière Manitou se situe entre celui de la rivière Tortue à l'ouest et de la rivière Chaloupe à l'est. Les plans d'eau occupent environ 10 % de la superficie du bassin. La rivière coule sur une distance de 150 km,, de long, avec un débit moyen estimé à 75 m3/s.  
La Manitou prend sa source dans une zone de petits lacs reliés par un enchevêtrement de ruisseaux, mais son cours s'affirme à partir du lac Caobus, dans l'extrémité nord du bassin versant. Pendant une vingtaine de kilomètres, elle coule dans un relief peu accidenté et relie des petits lacs du plateau laurentien avant de s'engager dans le contrefort. Entre les points kilométriques 130 et 95, la rivière s'infiltre dans une vallée en V de plus en plus profonde, jusqu'au lac Manitou. Ce tronçon est étroit et abrupt, avec une dénivellation de 9,4 m/km et suit un tracé formé de plusieurs segments relativement rectilignes.
La vallée s'ouvre soudainement et atteint une largeur de 2  à   3 km un peu avant de rejoindre le lac Manitou, qui occupe une superficie de 41,7 km2 dans la partie centrale du bassin. Le lac est de forme allongée dans l'axe nord-sud et s'étend sur plus de 25 km de longueur. Il a été formé par l'ennoiement d'une vallée en auge fortement encaissée, dont les rebords peuvent atteindre jusqu'à 500 m. Le lac Manitou reçoit les eaux de la rivière Lavaivre, qui draine l'extrémité nord-ouest du bassin à partir de sa source au lac à l'Aigle (23,6 km2) et par les rivières Lloyd et à la Truite, qui drainent la partie centre-ouest,.
En aval du lac Manitou, la rivière poursuit son cours dans un enchaînement de lacs étroits disposés dans une large vallée encaissée. La petite rivière Manitou, qui draine la partie centre-est du bassin, se jette dans la rivière Manitou à proximité de l'un de ces lacs, le lac du Canot, situé à une soixantaine de kilomètres de l'embouchure. Avant de quitter la région du piémont, la rivière traverse le lac des Eudistes, un autre lac de forme allongé, qui couvre 30,2 km2.

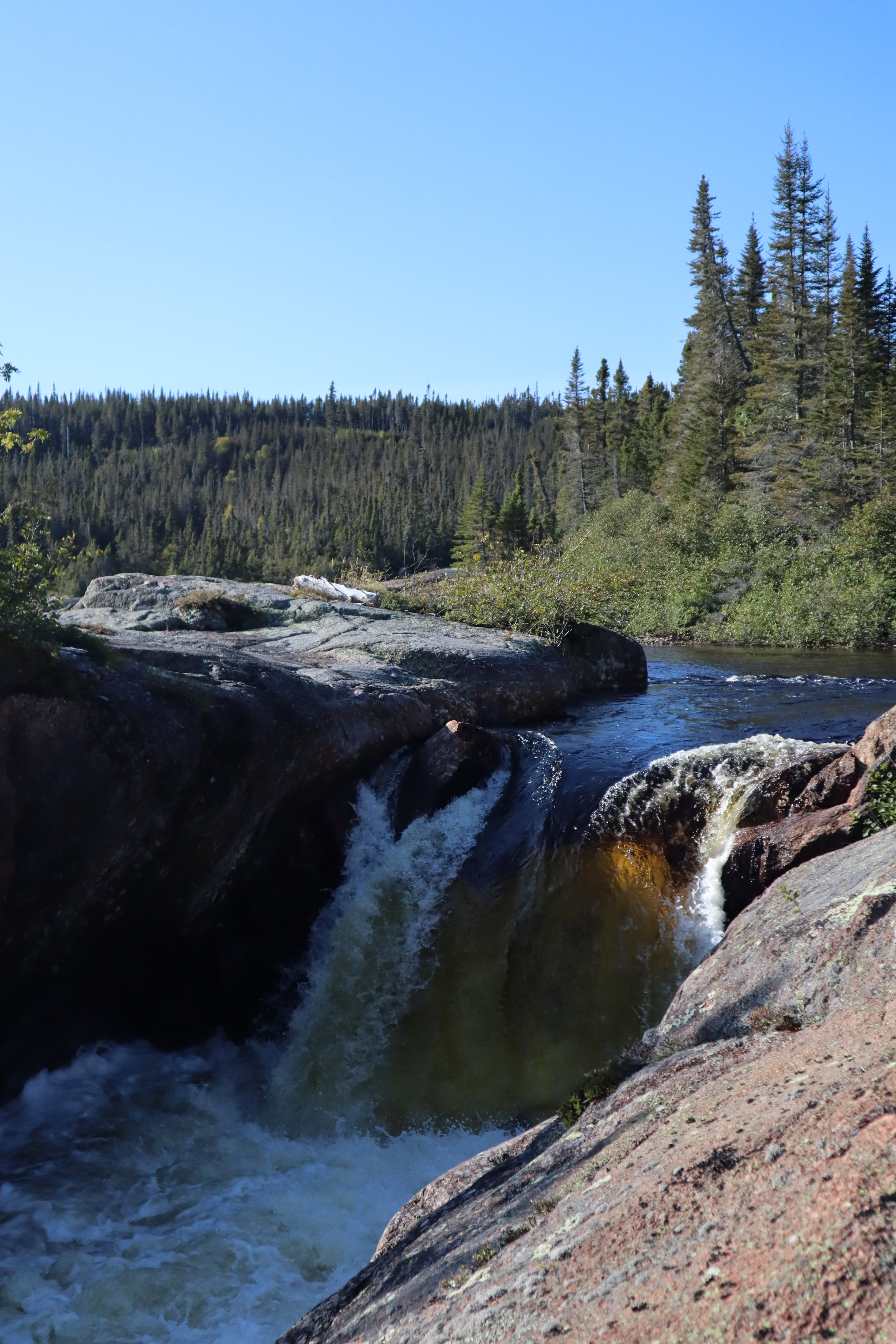
Cascade sur la rivière

La rivière traverse enfin la plaine côtière à une altitude variant entre 75 et 135 m. Elle a creusé une vallée rectiligne à travers les sédiments meubles. Trois grandes chutes séparent la plaine de l'estuaire de la rivière. Il s'agit des chutes à Wallace (3,3 km), à Aubin (2,4 km) et la Grosse Chute. Cette dernière chute, haute de 35 m, est située à 800 m de la confluence de la rivière avec le golfe du Saint-Laurent. 
Un centre d'information touristique, qui est accessible de la route 138 y a été construit. Un stationnement et des tables de pique-nique ont été aménagés. Les sentiers menant aux chutes ont été fermés en juin 2017 pour des améliorations liées à la sécurité.
L'estuaire est une baie de 1,1 km de long et de 800 m de large, fermée à l'embouchure par une longue flèche de sable avec une petite ouverture 150 m dans le golfe. Elle atteint le Saint-Laurent dans le canton de Coopman, près de la communauté de Manitou, à mi-chemin entre Sept-Îles et Havre-Saint-Pierre.

## Hydrologie
Le débit annuel moyen à son embouchure est estimé à 75 m3/s, allant de 18 à 168 m3/s au cours de l'année.

## Environnement

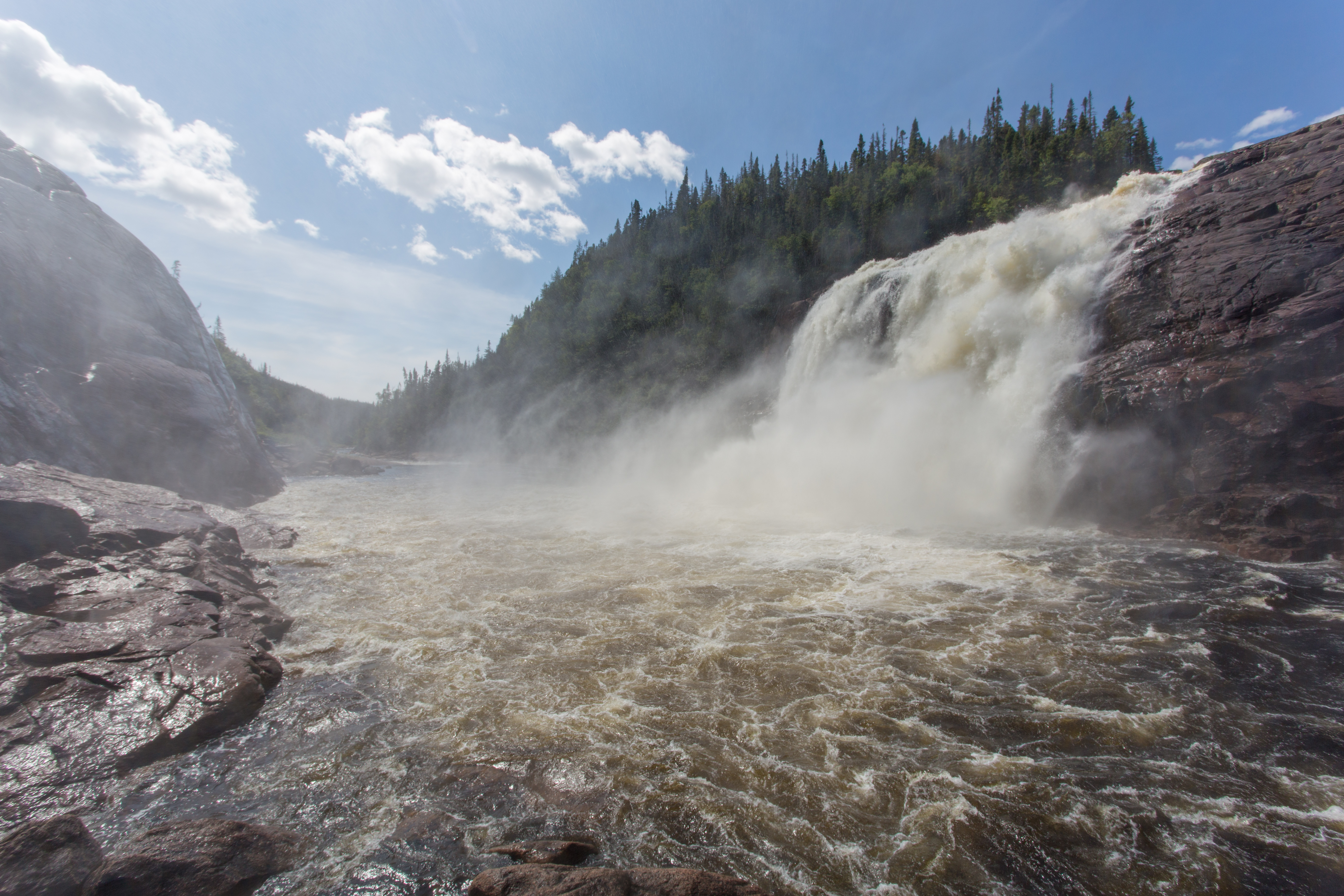
Une des cascades

La plaine côtière s'étend jusqu'à 6 km de l'embouchure du fleuve et contient un grand nombre de tourbières, même si trois seulement font plus de 500 ha. Plus au nord, les tourbières ne se trouvent qu'au pied des vallées et sont pour la plupart uniformes et couvertes d'arbustes. Au nord, la section du Bouclier canadien est en partie couverte par fens. La forêt n'a jamais été exploitée, sauf dans une petite zone en 1910–1920, qui est maintenant colonisée par du bois dur. Sinon, la végétation est typique de la région. Il y a eu un grand incendie à l'est du lac Aigle, date inconnue, qui a brûlé plus de 9 000 ha. Il y a eu un autre grand incendie le long de la voie ferrée en 1961-1970.
Le nombre d'espèces de poissons est estimé à 27.
La rivière n'a pas le statut de rivière à saumon, bien que les poissons puissent entrer dans l'estuaire de la rivière sous les chutes.
On estime que jusqu'à 139 espèces d'oiseaux peuvent nicher dans le bassin versant, profitant des vastes tourbières de la plaine côtière et des étendues d'eau calme.
Les falaises près des lacs des Eudistes, du Canot et Manitou fournissent également un habitat potentiel pour les oiseaux de proie.
Une étude de 2008 a identifié un potentiel d'activités de canoës ou de kayaks sur la rivière depuis l'amont du lac Manitou sur 75 km en amont, jusqu'au lac des Eudistes, 20 km en amont. L'accès se ferait par hydravion et les campings devraient être préparés.

## Potentiel hydroélectrique
Trois chutes d'une hauteur de 55 m, 20 m et 40 m ont un potentiel hydroélectrique de 40, 30 et 20 mégawatts respectivement. Il a été proposé en mai 2001 de construire 36 petites centrales hydroélectriques (moins de 50 MW) sur les rivières du Québec, y compris la Manitou. En raison de la pression populaire, la plupart des projets ont été abandonnés. Il a été proposé d'en faire plutôt un parc national, ou bien une réserve, puisque le territoire est revendiqué par les Innus.